# Thricolema
Thricolema  (лат.) — род жуков-листоедов из подсемейства синетин. Распространён от штата Колорадо до штата Орегон. Тело имаго удлинённое, волосистое.